# Heaven for Everyone
«Heaven for Everyone» es una canción escrita por el baterista de la banda de rock inglesa Queen, Roger Taylor. Originalmente apareció a principios de 1988 como la cuarta pista del disco debut Shove It de su proyecto paralelo The Cross, con Freddie Mercury como vocalista invitado. 
Durante la primera mitad de los '90 fue regrabada con música de Queen y fue publicada a finales de 1995 como la séptima pista del decimoquinto y último álbum de la banda, Made in Heaven, y también como el primer sencillo del disco por Parlophone, cuatro años después de la muerte de Mercury. La versión de Queen alcanzó el segundo puesto en las listas británicas, mientras que logró el número uno en Hungría y llegó a permanecer dentro de los diez primeros lugares en otros países de Europa. En 1999 fue incluida en el disco recopilatorio de Queen Greatest Hits III.
- Datos: Q1034691